# Target for Tonight
Target for Tonight és un documental britànic de 1941 considerat com filmat i actuat per la Royal Air Force, mentre lluitava sota el foc. Va ser dirigit pel  Harry Watt. La pel·lícula tracta de la tripulació d'un avió Vickers Wellington i va guanyar un premi Oscar el 1942 i el "Millor Documental" pel National Board of Review el 1941.

## Argument
Abans de la pel·lícula, diverses cartells de text expliquen els bombarders i la cadena de comandament de la Royal Air Force. La pel·lícula comença amb una  observació d'avions sobrevolant i col·locant una capsa de pel·lícula sense revelar. El Comandament de Bombarders desenvolupa la pel·lícula i analitza les fotografies resultants, que es presenten per al públic per veure.

## Premis i nominacions

### Premis
- 1942: Oscar honorífic per la seva vívida i dramàtica presentació de l'heroisme de la RAF